# Neffos X9
Neffos X9 — смартфон компанії TP-Link, який був представлений у вересні 2018 року на виставці IFA 2018 в Берліні разом із бюджетними моделями Neffos C9A та Neffos C9.

## Зовнішній вигляд
Випускається у 2 кольорах: насичений чорний (Space Black) та світло сірий (Moonlight Silver). Корпус виготовлений повністю з полікарбонату з імітацією металевої поверхні завдяки матовому покриттю та бічним граням.
Телефон отримав дисплей на IPS матриці з діагоналлю 5,99 дюйма та розділовою здатністю 1440x720 (HD+). Фронтальна частина покрита захисним склом 2.5D Gorilla Glass.
Габарити: ширина 76.3 мм, висота 159.4 мм, глибина 7.8 мм, вага 168 грам. Співвідношення сторін 18:9.

## Апаратне забезпечення
Смартфон побудовано на базі SoC від MediaTek — MT6750. Процесор включає чотири ядра 4 ядра Cortex-A53 з частотою 1.5 ГГц і ще 4 ядра Cortex-A53 1.0 ГГц. Графічне ядро — ARM Mali-T860.
Виробляються моделі з внутрішньою пам'яттю 32 ГБ та 64 ГБ та відповідно оперативної пам'яті — 3 ГБ і 4 ГБ. Слот для microSD картки дозволяє розширити пам'ять до 128 Гб.
Акумулятор незнімний Li-Ion 3060 мА/г із функцією швидкого заряджання.
Основна камера подвійна 13 + 5 Мп з діафрагмою f/2.0, з автофокусом та ефектом Боке. Відео знімає в форматі HD+ (1440 х 720) із стереозвуком.
Фронтальна камера 8 Мп з автофокусом, стабілізацією та вбудованим спалахом.

## Програмне забезпечення
Neffos X9 працює на операційній системі Android  8.1 із фірмовою оболонкою NFUI 8.
Підтримує стандарти зв'язку: 4G LTE; 3G UMTS, WCDMA; 2G EDGE.
Бездротові інтерфейси: Wi-Fi 802.11 a/b/g/n, Bluetooth 4.1.
Смартфон підтримує навігаційні системи: GPS, ГЛОНАСС.
Телефон підтримує аудіоформати: MP3, AAC, WAV, M4A, OGG, OGA, AMR, AWB, FLAC, MID, MIDI, XMF, IMY, RTTTL, RTX, OTA, MP4, 3GP. Має подвійний мікрофон і вихід для навушників.
Формати відео: M4V, MP4, MOV, AVI, 3GP, 3G2, FLV, MKV, WEBM.

## Комплектація та додаткові функції
Комплектація: документація, прозорий захисний бампер, навушники-гарнітура, USB/MicroUSB кабель, ключ для слота SIM-карт.
Додатково: датчики відбитків пальців, освітлення, наближення, компас, акселерометр, сканер обличчя, ФМ-радіо.
Поточна ціна в Україні у квітні 2019 від 3880 грн до 4999 грн.